# Nam Mẫu
Nam Mẫu là một xã thuộc huyện Ba Bể, tỉnh Bắc Kạn, Việt Nam.

## Địa lý
Xã Nam Mẫu có vị trí địa lý:
- Phía bắc giáp xã Cao Thượng
- Phía đông giáp xã Khang Ninh và xã Quảng Khê
- Phía đông nam giáp huyện Chợ Đồn
- Phía tây nam giáp xã Thượng Giáo
- Phía tây giáp tỉnh Tuyên Quang

Xã Nam Mẫu có diện tích 64,64 km², dân số năm 2019 là 2.335 người, mật độ dân số đạt 36 người/km².
Xã Nam Mẫu là xã duy nhất quản lý hồ Ba Bể và là một phần của Vườn quốc gia Ba Bể, là khu vực du lịch trọng điểm của tỉnh Bắc Kạn. Ngoài ba dòng suối đổ vào hồ Ba Bể, xã Nam Mẫu còn có sông Năng chảy qua địa bàn phía Bắc, trên dòng sông có thác Đầu Đẳng, cũng là một địa điểm du lịch.
Xã Nam Mẫu có quốc lộ 279 chạy qua phần phía Bắc, song song với sông Năng chạy trên địa bàn, nối với tỉnh lị Bắc Kạn và huyện Na Hang của tỉnh Tuyên Quang. Tỉnh lộ 258 đi qua phần Đông Nam của xã, song bị đứt đoạn bởi hồ Ba Bể.

## Hành chính
Xã Nam Mẫu được chia thành 8 bản: Pác Ngòi, Bó Lù, Cốc Tộc, Cám, Đán Mẩy, Nà Nghè, Nặm Dài, Khâu Qua.